# أوليفر روبرتس
أوليفر روبرتس (بالإنجليزية: Oliver Roberts)‏ هو لاعب كرة قدم بريطاني في مركز الوسط، ولد في 23 سبتمبر 1996 في أشتون أندر لاين ‏ في المملكة المتحدة. لعب مع ستوكبورت كونتي ونادي تاموورث.

## وصلات خارجية
- أوليفر روبرتس على موقع قاعدة بيانات كرة القدم.إي يو (الإنجليزية)
- أوليفر روبرتس على موقع Soccerway.com (الإنجليزية)